# 이쿠노정
이쿠노정(生野町)은 효고현 아사고군의 중부에 있던 정이다.
2005년 4월 1일에 동군 산토정, 아사고정, 와다야마정과 합병해 아사고시가 되었기 때문에 소멸하였다.

## 지리
효고현의 거의 중앙에 위치하며 주위를 산들로 둘러싸인 해발 약 300m의 분지 형태의 마을이다.일본해와 세토 내해의 분수령(）水嶺)에 위치한다
다지마 지방의 남쪽 현관문에 해당하며 동쪽은 단바, 남쪽은 하리마 지방과 이웃한다. 역사적으로는 다지마의 중심 도시 도요오카시보다 히메지시와의 연결고리가 강하다

## 역사
- 1889년 4월 1일 - 정촌제 시행과 함께 5정 7촌의 구역을 확대해 이쿠노정이 성립하였다.
- 2005년 4월 1일 - 산토정, 아사고정, 와다야마정과 합병해 아사고시가 성립하였다. 동일 이쿠노정은 폐지되었다.

## 교통

### 철도
- 서일본 여객철도
  - 반탄 선

### 도로
- 국도 제312호선 (일본)(일본어판)
- 국도 제429호선 (일본)(일본어판)